# Corie Blount
Corie Kasoun Blount (Monrovia, California; 4 de enero de 1969) es un exjugador de baloncesto estadounidense que disputó 11 temporadas en la NBA, en 7 equipos diferentes. Con 2,06 metros de estatura, jugaba en la posición de ala-pívot.

## Trayectoria deportiva

### Universidad
Blount jugó sus dos primeras campañas universitarias en Rancho Santiago Junior College en California, donde lideró al equipo a un récord de 35-2 y promedió 19.5 puntos y 9 rebotes en la 1990-91. Además, fue nombrado Jugador del Año California JUCO en 1991. Posteriormente fue transferido a la Universidad de Cincinnati, donde pasó dos años y ayudó a los Bearcats a alcanzar la Final Four de la NCAA de 1992 y la Final Eight un año después. En su año sénior firmó 11.3 puntos y 8.1 rebotes por encuentro.

### Profesional
Blount fue seleccionado por Chicago Bulls en la 25ª posición del Draft de la NBA de 1993. En su primera temporada en la liga promedió 3 puntos y 2.9 rebotes en 67 partidos, 7 de ellos como titular, y logró 17 puntos y 15 rebotes frente a Portland Trail Blazers el 4 de marzo de 1994, el mejor partido en su carrera. Tras un año más en los Bulls, fue traspasado a Los Angeles Lakers en verano de 1995. Su estancia en el equipo californiano duró tres temporadas y media, donde no pasó de ser un jugador poco utilizado en la rotación. En los siguientes años militó en Cleveland Cavaliers (1999), Phoenix Suns (1999–2001), Golden State Warriors (2001) y Philadelphia 76ers (2001–2002), antes de fichar por Toronto Raptors en 2004 y poner punto final a su carrera profesional. 
A lo largo de su estancia en la NBA consiguió un total de 2.287 puntos y 2.690 rebotes. 

## Estadísticas de su carrera en la NBA

### Temporada regular
| Temp.   | Edad | Equipo       | Liga | P   | TIT | MIN  | TC  | TCA | %TC  | 3P  | 3PA | %3P  | TL  | TLA | %TL  | R.OF. | R.DEF. | REB | ASIS | ROB | TAP | PER | FP  | PTS |
| 1993-94 | 25   | Chicago      | NBA  | 67  | 8   | 10.3 | 1.1 | 2.6 | .437 | 0.0 | 0.0 |      | 0.7 | 1.1 | .613 | 1.1   | 1.8    | 2.9 | 0.8  | 0.3 | 0.5 | 0.8 | 1.4 | 3.0 |
| 1994-95 | 26   | Chicago      | NBA  | 68  | 9   | 13.1 | 1.5 | 3.1 | .476 | 0.0 | 0.0 | .000 | 0.6 | 1.0 | .567 | 1.6   | 2.0    | 3.5 | 0.9  | 0.4 | 0.5 | 0.9 | 2.1 | 3.5 |
| 1995-96 | 27   | L.A. Lakers  | NBA  | 57  | 2   | 12.5 | 1.4 | 2.9 | .473 | 0.0 | 0.0 | .000 | 0.4 | 0.8 | .568 | 1.2   | 1.8    | 3.0 | 0.7  | 0.4 | 0.6 | 0.8 | 1.9 | 3.2 |
| 1996-97 | 28   | L.A. Lakers  | NBA  | 58  | 18  | 17.4 | 1.6 | 3.1 | .514 | 0.0 | 0.1 | .333 | 1.0 | 1.4 | .675 | 1.9   | 2.8    | 4.8 | 0.6  | 0.4 | 0.4 | 0.9 | 2.1 | 4.2 |
| 1997-98 | 29   | L.A. Lakers  | NBA  | 70  | 3   | 14.7 | 1.5 | 2.7 | .572 | 0.0 | 0.1 | .000 | 0.6 | 1.1 | .500 | 1.6   | 2.6    | 4.3 | 0.5  | 0.4 | 0.4 | 0.7 | 2.2 | 3.6 |
| 1998-99 | 30   | TOTAL        | NBA  | 34  | 3   | 15.6 | 1.1 | 2.9 | .360 | 0.0 | 0.0 | .000 | 0.8 | 1.6 | .519 | 1.7   | 2.7    | 4.4 | 0.4  | 0.6 | 0.5 | 0.6 | 2.2 | 2.9 |
| 1998-99 | 30   | L.A. Lakers  | NBA  | 14  | 3   | 11.6 | 0.9 | 2.4 | .394 | 0.0 | 0.1 | .000 | 0.4 | 0.9 | .500 | 1.7   | 1.6    | 3.3 | 0.1  | 0.1 | 0.3 | 0.4 | 1.9 | 2.3 |
| 1998-99 | 30   | Cleveland    | NBA  | 20  | 0   | 18.4 | 1.2 | 3.4 | .343 | 0.0 | 0.0 |      | 1.1 | 2.1 | .524 | 1.7   | 3.6    | 5.3 | 0.5  | 0.9 | 0.6 | 0.8 | 2.4 | 3.4 |
| 1999-00 | 31   | Phoenix      | NBA  | 38  | 1   | 11.7 | 1.2 | 2.3 | .494 | 0.0 | 0.1 | .000 | 0.5 | 0.9 | .576 | 1.4   | 1.6    | 3.0 | 0.3  | 0.4 | 0.2 | 0.7 | 2.1 | 2.8 |
| 2000-01 | 32   | TOTAL        | NBA  | 68  | 6   | 19.2 | 1.9 | 4.3 | .442 | 0.0 | 0.1 | .250 | 0.8 | 1.2 | .614 | 2.7   | 3.2    | 5.9 | 0.9  | 0.6 | 0.3 | 1.1 | 2.4 | 4.6 |
| 2000-01 | 32   | Phoenix      | NBA  | 30  | 6   | 12.9 | 0.8 | 1.6 | .489 | 0.0 | 0.0 |      | 0.3 | 0.5 | .533 | 1.2   | 1.7    | 2.8 | 0.3  | 0.4 | 0.2 | 0.6 | 2.5 | 1.8 |
| 2000-01 | 32   | G. State     | NBA  | 38  | 0   | 24.2 | 2.8 | 6.5 | .433 | 0.1 | 0.2 | .250 | 1.1 | 1.8 | .632 | 3.8   | 4.4    | 8.3 | 1.3  | 0.8 | 0.4 | 1.4 | 2.4 | 6.8 |
| 2001-02 | 33   | Philadelphia | NBA  | 72  | 21  | 19.8 | 1.6 | 3.5 | .458 | 0.0 | 0.0 | .000 | 0.4 | 0.6 | .644 | 2.1   | 3.0    | 5.1 | 0.6  | 0.7 | 0.4 | 0.7 | 2.4 | 3.6 |
| 2002-03 | 34   | Chicago      | NBA  | 50  | 3   | 16.7 | 1.3 | 2.7 | .485 | 0.0 | 0.0 |      | 0.4 | 0.7 | .571 | 1.4   | 2.7    | 4.1 | 1.0  | 0.7 | 0.4 | 0.9 | 2.4 | 3.0 |
| 2003-04 | 35   | TOTAL        | NBA  | 62  | 3   | 16.9 | 1.9 | 4.1 | .455 | 0.0 | 0.0 | .000 | 0.2 | 0.4 | .556 | 1.6   | 2.9    | 4.4 | 0.9  | 0.8 | 0.4 | 0.7 | 2.2 | 4.0 |
| 2003-04 | 35   | Chicago      | NBA  | 46  | 3   | 16.4 | 2.1 | 4.5 | .471 | 0.0 | 0.1 | .000 | 0.3 | 0.5 | .542 | 1.7   | 2.8    | 4.5 | 1.0  | 0.8 | 0.4 | 0.8 | 1.9 | 4.5 |
| 2003-04 | 35   | Toronto      | NBA  | 16  | 0   | 18.4 | 1.1 | 2.9 | .383 | 0.0 | 0.0 |      | 0.1 | 0.2 | .667 | 1.4   | 2.9    | 4.3 | 0.6  | 0.7 | 0.3 | 0.5 | 3.1 | 2.4 |
| Carrera |      |              | NBA  | 644 | 77  | 15.4 | 1.5 | 3.2 | .471 | 0.0 | 0.0 | .115 | 0.6 | 1.0 | .587 | 1.7   | 2.5    | 4.2 | 0.7  | 0.5 | 0.4 | 0.8 | 2.1 | 3.6 |

### Playoffs
| Temp.   | Edad | Equipo       | Liga | P  | MIN | TCA | TC | 3PA | 3P | TLA | TL | R.OF. | REB | ASIS | ROB | TAP | PER | FP | PTS | %TC   | %3P  | %FT  | MIN  | PTS | REB | AST |
| 1994-95 | 26   | Chicago      | NBA  | 8  | 20  | 0   | 3  | 0   | 1  | 0   | 0  | 1     | 5   | 0    | 0   | 0   | 1   | 5  | 0   | .000  | .000 |      | 2.5  | 0.0 | 0.6 | 0.0 |
| 1996-97 | 28   | L.A. Lakers  | NBA  | 3  | 8   | 1   | 1  | 0   | 0  | 1   | 2  | 0     | 2   | 1    | 0   | 0   | 0   | 2  | 3   | 1.000 |      | .500 | 2.7  | 1.0 | 0.7 | 0.3 |
| 1997-98 | 29   | L.A. Lakers  | NBA  | 12 | 209 | 12  | 24 | 0   | 0  | 7   | 11 | 24    | 64  | 7    | 6   | 4   | 3   | 27 | 31  | .500  |      | .636 | 17.4 | 2.6 | 5.3 | 0.6 |
| 1999-00 | 31   | Phoenix      | NBA  | 9  | 162 | 17  | 31 | 0   | 0  | 10  | 18 | 25    | 56  | 3    | 6   | 6   | 13  | 36 | 44  | .548  |      | .556 | 18.0 | 4.9 | 6.2 | 0.3 |
| 2001-02 | 33   | Philadelphia | NBA  | 5  | 88  | 2   | 8  | 0   | 0  | 3   | 4  | 10    | 14  | 2    | 2   | 2   | 4   | 9  | 7   | .250  |      | .750 | 17.6 | 1.4 | 2.8 | 0.4 |
| Carrera |      |              | NBA  | 37 | 487 | 32  | 67 | 0   | 1  | 21  | 35 | 60    | 141 | 13   | 14  | 12  | 21  | 79 | 85  | .478  | .000 | .600 | 13.2 | 2.3 | 3.8 | 0.4 |

## Vida personal

### Arresto
Blount fue detenido el 5 de diciembre de 2008 por posesión de 29 libras de marihuana en Hamilton, Ohio. Según los informes de la policía, Blount recibió un paquete de 11 libras de marihuana y lo transportó a otra casa que contenía otros 11 kilos de marihuana. También fueron encontrados otras 7 libras de marihuana y confiscaron un Mercedes Benz de 1996, un Cadillac Escalade de 2004, un Chevrolet Suburban de 2000, 3 pistolas y 25.000 dólares en efectivo. Blount fue acusado de posesión de drogas y puesto en libertad tras abonar 10.090 dólares. 
El exjugador fue condenado a un año de cárcel el 13 de mayo de 2009.